# Celebrity Eclipse
Celebrity Eclipse — третье круизное судно класса Solstice в собственности компании Celebrity Eclipse Inc. и эксплуатируемое оператором Celebrity Cruises было построено в 2010 году на верфи Meyer Werft в Папенбурге (Германия).
Судами-близнецами являются Celebrity Solstice, Celebrity Equinox, Celebrity Silhouette и Celebrity Reflection, ввод которого в эксплуатацию ожидается в 2012 г. Крёстной матерью судна является известная яхтсменка Эмма Понтин (Emma Pontin).

## История
По заказу сухоходной компании Celebrity Cruises киль судна под заводским номером 677 был заложен на верфях Meyer Werft в Папенбурге 23 января 2009 года. Судно было выведено из дока 28 февраля 2010 года и является одним из крупнейших судов, построенных в Германии. 11 марта 2010 года судно по Эмсу было переправлено в Эмсхафен, откуда совершило множество рейсов и подверглось ходовым испытаниям персоналом Meyer-Werft. В марте 2010 года в рамках кампании Германия — страна идей круизное судно Celebrity Eclipse было признано самым энергоэффективным круизным судном в мире. 15 апреля 2010 года судно было передано в голландском Эмсхафене заказчику. Судно совершает круизы по Балтийскому морю, являясь при длине 317,14 м самым большим из посещающих Санкт-Петербург.

## На борту
Бары, рестораны, Интернет-кафе, магазины, казино, аквапарк и многое другое к услугам более чем 2800 пассажиров. Изюминкой является газон со свежей зелёной травой в Lawn Club на верхней палубе.

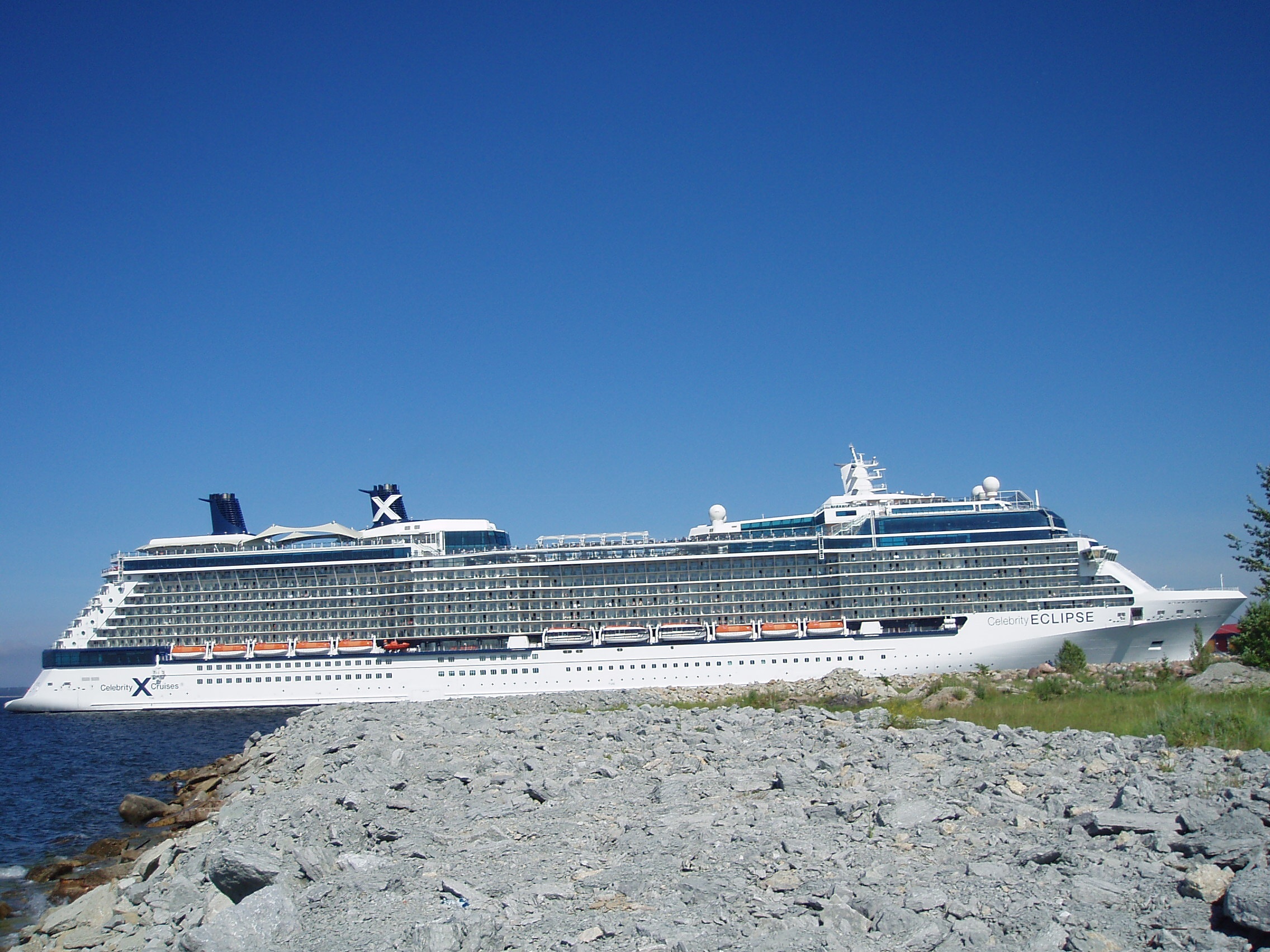
Celebrity Eclipse с трудом поместился у 24 причала Таллинского порта
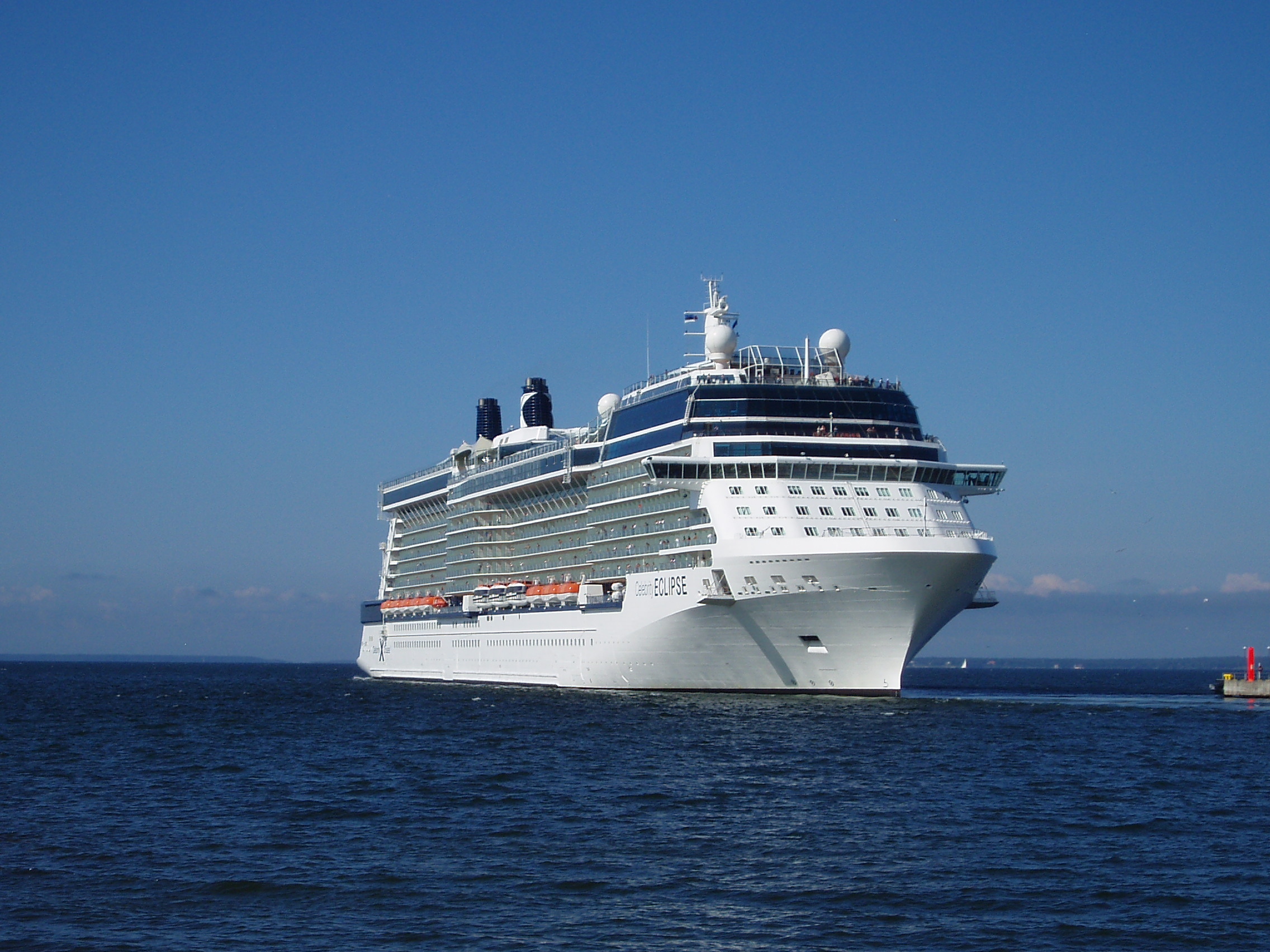
Отправление из Таллина 26 июня 2011 года
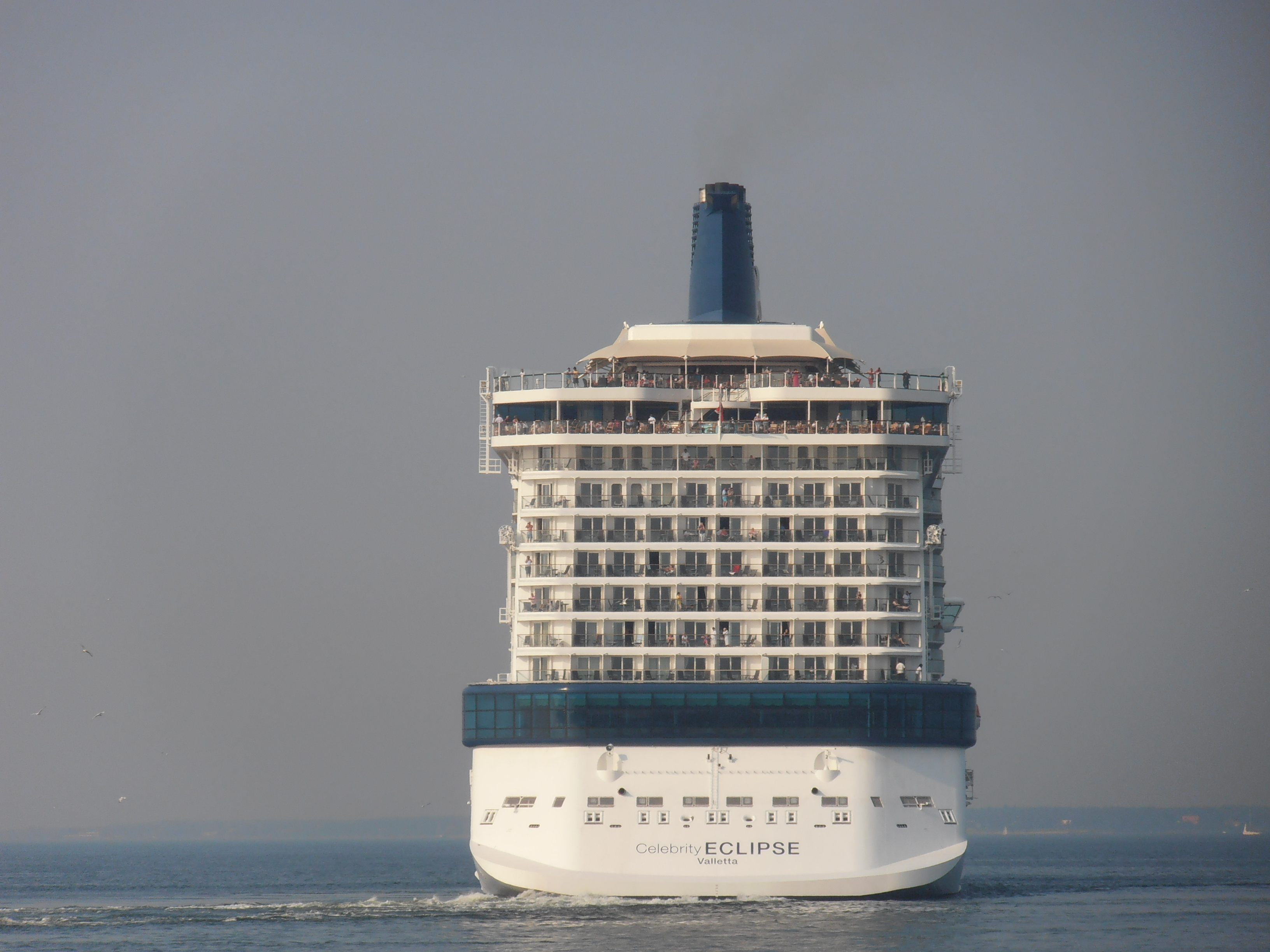
"Многоэтажка" в море - корма Celebrity Eclipse
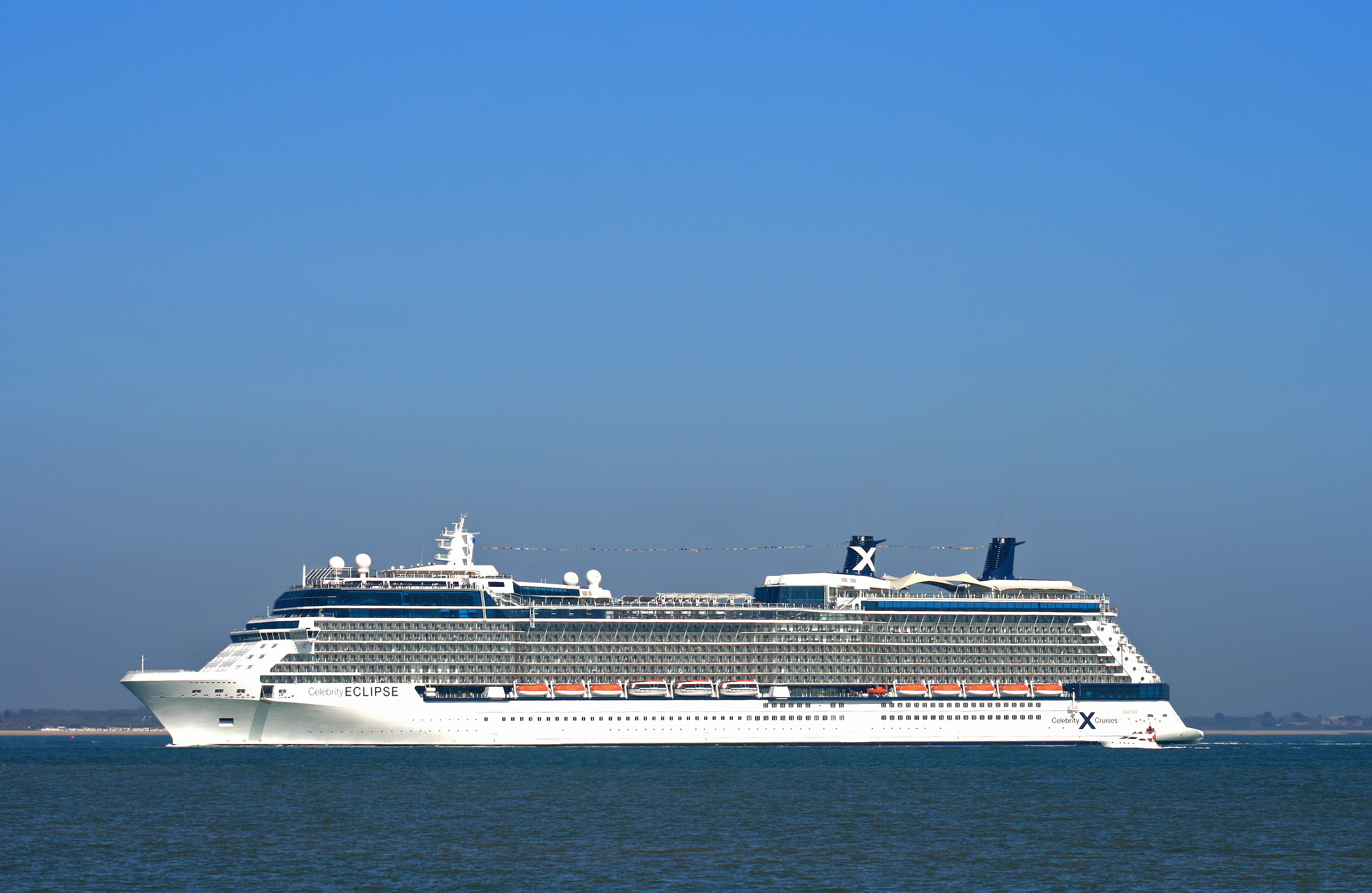
Celebrity Eclipse 2010